# Henrykowo (gromada)
Henrykowo – dawna gromada, czyli najmniejsza jednostka podziału terytorialnego Polskiej Rzeczypospolitej Ludowej w latach 1954–1972.
Gromady, z gromadzkimi radami narodowymi (GRN) jako organami władzy najniższego stopnia na wsi, funkcjonowały od reformy reorganizującej administrację wiejską przeprowadzonej jesienią 1954 do momentu ich zniesienia z dniem 1 stycznia 1973, tym samym wypierając organizację gminną w latach 1954–1972.
Gromadę Henrykowo z siedzibą GRN w Henrykowie utworzono – jako jedną z 8759 gromad na obszarze Polski – w powiecie braniewskim w woj. olsztyńskim na mocy uchwały nr 11 WRN w Olsztynie z dnia 4 października 1954. W skład jednostki weszły obszary dotychczasowych gromad Henrykowo, Cieszęty i Glebisko ze zniesionej gminy Pieniężno oraz obszar dotychczasowej gromady Kumajny ze zniesionej gminy Lechowo w tymże powiecie. Dla gromady ustalono 10 członków gromadzkiej rady narodowej.
Gromadę zniesiono 1 stycznia 1960, a jej obszar włączono do gromad Pieniężno (wsie Cieszęty i Glebisko oraz PGR Cieszęty) i Orneta (wsie Henrykowo i Kumajny, PGR Kumajny oraz leśniczówkę Kumajny) w tymże powiecie.